# 群馬県立伊勢崎高等学校
群馬県立伊勢崎高等学校（ぐんまけんりつ いせさきこうとうがっこう）は、群馬県伊勢崎市南千木町にある県立高等学校。通称は「伊高」（いたか）。

## 概要
伊勢崎高校は2004年に群馬県立伊勢崎東高等学校と群馬県立境高等学校が統合される形で新高校として設置された新設校である。なお、県内の市名を冠する高校の殆どは旧制中学からの長い歴史をもつ伝統校である。

### 特色
- 普通科とグローバルコミュニケーション学科(通称：GC科)からなる。
- 普通科は7クラス、グローバルコミュニケーション科は1クラス設置されている。
- くくり募集を行い、一年次のみ全生徒、同様の授業を行う。(2020年現在)
- 2019年3月まで、文理総合学科が設けられていた。

### 教育目標
「知性を磨き、品性を高め、情操を養い、高き理想に向かって歩む」とし、国際理解教育を重視し地域を代表する進学校を目指している。

## 学科
H29年度入学生以降、2年次にGC科と普通科に分けられる。
- 普通科（2017年度入学生以降）
- グローバルコミュニケーション学科(※略称はGC科)(1組のみ)

過去に設けられた学科
- 文理総合学科 (文系2~5組、理系6~8組)

## 沿革
- 2002年（平成14年） - 群馬県教育委員会から「高校教育改革基本方針」が出され、群馬県立伊勢崎東高校と群馬県立境高校を統合して、伊勢崎地区に新高校を設置することが決定される。
- 2004年（平成16年）11月1日 - 群馬県立伊勢崎高等学校として設置される。
- 2005年（平成17年）4月7日 - 第1期生入学式。
- 2008年（平成20年）3月3日 - 第1期生卒業式挙行。

## 主な学校行事
蒼穹祭（そうきゅうさい）- 文化祭。伊勢崎東高等学校時代は東皐祭（とうこうさい）の名称で開催していた。
2年に一度開催される。
その他、球技大会(毎年開催)
体育祭(2年に一度開催。蒼穹祭開催年度を除く)

## 部活動

### 運動部
- 硬式野球部
- 陸上競技部
- バスケットボール部
- 男子バレーボール部
- 女子バレーボール部
- 男子テニス部
- 女子テニス部
- ラグビー部
- サッカー部
- 剣道部
- 弓道部
- 空手道部
- 卓球部
- 山岳部
- 水泳部
- 男子バドミントン部
- 女子バドミントン部
- ハンドボール部
- 女子ダンス部

### 文化部
- 応援部
- 新聞部
- 放送部
- インターナショナル部
- 吹奏楽部
- 音楽部
- 写真部
- 科学部
- 美術部
- JRC部
- 囲碁将棋部
- 演劇部
- 文芸部
- 料理部
- 書道部
- 華道部

## その他
- 2004年の本校開校から2007年の伊勢崎東高等学校閉校まで両校が同校舎に併存していた。
- なお、1948年（昭和23年） - 1965年（昭和40年）に本校と同名の群馬県立伊勢崎高等学校があり、現在の群馬県立伊勢崎商業高等学校の前身校にあたる。
- 本校の前身である群馬県立伊勢崎東高等学校は、前記の群馬県立伊勢崎高等学校 (旧校)の普通科が1962年度限りで募集停止されたのに伴い、新設された高校である。
- 2014年まで、市内には伊勢崎市立伊勢崎高等学校もあった。

## アクセス
- 東武伊勢崎線剛志駅より徒歩約10分。
- コミュニティバスあおぞら：伊勢崎高校西停留所下車
  - 南部シャトルバス
  - 境シャトルバス